# Skórovací funkce (bioinformatika)
Skórovací funkce (anglicky Scoring functions) jsou zodpovědné za identifikaci pózy, která je z termodynamického hlediska nejpravděpodobnější. Své využití nacházejí především v aproximaci, jež vypovídá o tom, jak se bude molekula vázat pomocí daných parametrů do daného vazebného místa. Konkrétně se s skórovací funkcí je možné setkat zejména při tzv. dokování, které funguje na principu předpovídání vazebné energie ligandu s receptorem v různých prostorových pózách. Skórovací funkce obecně plní dvojí funkci, řídí dokování a zároveň předpovídají vazebnou afinitu finálního vazebného módu. Na skórovací funkci jsou kladeny požadavky, aby byla rychlá a dostatečně objektivní pro všechny systémy, avšak takovou funkci je velmi obtížné naleznout. Optimální skórovací funkce odpovídá nejnižší volné energii. Jednotlivé skórovací funkce je možné kombinovat pro lepší a přesnější aproximaci. Sestrojením nejlepší skórovací funkce jsme schopni vybrat optimální ligand na dokování.

## Energetika vaznosti
Při sestrojování skórovací funkce je důležité definovat energetiku vaznosti. Energetika vaznosti je předepsaná vazebnou konstantou, kterou lze zapsat ve tvaru:
{\displaystyle K_{d}={\frac {[RL]}{[R][L]}}.}
Hodnota vazebné konstanty odpovídá volné energii. Změnu Gibbsovy volné energie při přechodu mezi vázanou a nevázanou formou proteinu a ligandu je možné vyjádřit vztahem:{\textstyle \vartriangle G=-RT{\frac {[RL]}{[R][L]}},}
kde {\displaystyle \bigtriangleup G} představuje změnu Gibbsovy energie, {\displaystyle R} je molární plynová konstanta, {\displaystyle T} je termodynamická teplota,  {\displaystyle [RL]} je koncentrace komplexu protein-ligand a dílčí složky {\displaystyle [R][L]} představují koncentrace partnerů mimo komplex. Taktéž lze vyjádřit volnou vazebnou energii jako kombinaci příspěvků podle termodynamického vztahu:
{\displaystyle \bigtriangleup G=\bigtriangleup H-T\bigtriangleup S,}
kde {\displaystyle \bigtriangleup H} značí změnu enthalpie, {\displaystyle T} značí opět termodynamickou teplotu a {\displaystyle \bigtriangleup S} je změna entropie. Odhadnout přesnou hodnotu entalpických a entropických příspěvků není snadné a často jsou velmi specifické pro konkrétní systém. Přesto lze skórovací funkce rozdělit dle charakteru na čtyři základní skupiny: funkce založené na silových polích, empirické funkce, funkce založené na kvantových výpočtech a znalostech.

### Funkce založené na silových polích
Skórovací funkce silového pole byla vyvinuta na základě již sestrojeného fyzikálního modelu pro napodobení konformačního chování, zejména termodynamických a kinetických vlastností molekul a makromolekul. Vychází z předpisového tvaru:
{\displaystyle E=\bigtriangleup E_{v}+\bigtriangleup E_{u}+\bigtriangleup E_{d}+\bigtriangleup E_{vdW}+\bigtriangleup E_{elst},}
kde {\displaystyle E} je celková energie pózy a {\displaystyle \bigtriangleup E_{v},\bigtriangleup E_{u},\bigtriangleup E_{d},\bigtriangleup E_{vdW}} a {\displaystyle \bigtriangleup E_{elst}} představují sumy energetických příspěvků délek jednotlivých vazeb, velikostí vazebných úhlů, rotace kolem dihedrálních úhlů, van der Waalsových interakcí mezi jednotlivými páry atomů a elektrostatických interakcí. Pro usnadnění práce je hojně využívaný tzv. předpočítaný grid, kde jsou interakce předem vypočítány v každém bodě sítě. Parametry či matematické výrazy je vhodné kombinovat s parametry empirické skórovací funkce. Můžeme zde zařadit funkce typu AutoDock, DOCK nebo RankScore, která využívá počítání van der Waalsovy či elektrostatické interakční energie pomocí silového pole.

### Empirická skórovací funkce
Empirická skórovací funkce je založena na rozdělení vazebné energie do chemicky odpovídajících členů. Měřitelné příspěvky odpovídají vodíkovým vazbám, hydrofobním interakcím, změnám entropie či interakcím s kovy. Zachycuje specifické interakce, jako jsou vodíkové vazby či π-π vazby.  Empirické skórovací funkce jsou velmi rychlé a díky této přednosti se staly součástí mnoha dokovacích programů. Nevýhodou empirických skórovacích funkcí je především jejich závislost na experimentálních datech, která jsou často nevyvážená vzhledem k různým druhům proteinů a také to, že výsledky pokrývají pouze omezenou část chemického prostoru. Vytvořit tedy empirickou funkci, která by byla dostatečné obecná pro všechny systémy, je však zcela nemožné. Typickým příkladem empirické skórovací funkce je často používaná ChemScore nebo GOLDscore.

### Funkce založené na kvantových výpočtech
Skórovací funkce je založená na chemicky kvantových výpočtech a jedná se o nejpřesnější typ skórovací funkce. Její sestrojení velmi náročné a také pomalé. Příkladem skórovací funkce založené na kvantových výpočtech je PM6-DH.

### Funkce založené na znalostech
Jedná se o statické funkce vycházející ze znalostí komplexů protein-ligand. Zavádí se zde rozložení typů atomových párů mezi proteiny a ligandy, ze kterých je možné odvodit potenciál či energetická funkce tohoto páru. Výsledná vazebná energie navrženého komplexu je sumace dílčích jednotek volné energie interagujících párů atomů proteinu a ligandu ležící ve sféře o určité vzdálenosti. Na rozdíl od empirické funkce a funkce založené na silových polích, zde není požadována znalost vazebných afinit a z toho důvodu nejsou relativně omezeny dostupností vhodných dat. Typickým příkladem skórovacích funkcí založených na znalostech jsou funkce typu PMF, DrugScore či ASP.